# Ledegem
Ledegem (fr. Ledeghem, vls. Legem) – miejscowość i gmina (gemeente) w Belgii, w Regionie Flamandzkim, w prowincji Flandria Zachodnia, w okręgu Roeselare. 1 stycznia 2024 liczyła 9779 mieszkańców.

## Podział administracyjny
W skład gminy wchodzą dwie dzielnice (deelgemeente):
- Rollegem-Kapelle
- Sint-Eloois-Winkel (Winkel-Saint-Éloi)

## Współpraca
Miejscowości partnerskie:
- Nassogne, Luksemburg
- Warburg, Niemcy